# Ochtmersleben
Ochtmersleben ist ein Ortsteil der Einheitsgemeinde Hohe Börde im Landkreis Börde in Sachsen-Anhalt.

## Geografie
Ochtmersleben liegt ca. 6 km westlich von Irxleben in der Magdeburger Börde. Der Ortsnamensbestandteil -leben ist dort erläutert.
Als Ortsteil der ehemaligen Gemeinde war Bahnhof Ochtmersleben ausgewiesen.

## Geschichte

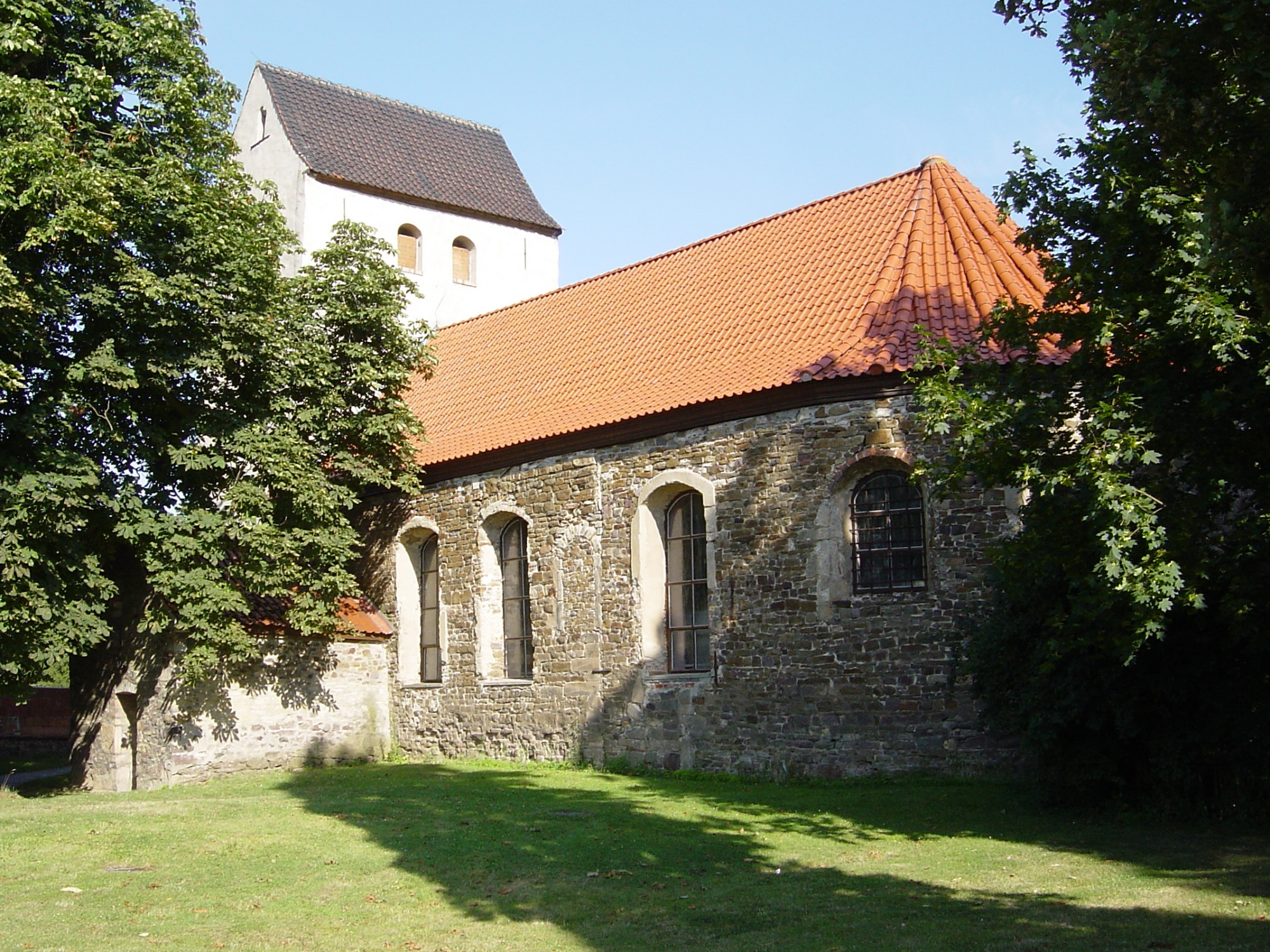
Evangelische Kirche St. Petri in Ochtmersleben

Mittelpunkt des Ortes ist die Sankt-Petri-Kirche, die urkundlich bereits 1418 erwähnt wird. Zunächst im romanischen Stil gebaut, erhielt sie nachträglich ein barockes Gewölbe.
In vergangener Zeit waren in Ochtmersleben reiche Bauern ansässig. Besonders der Zuckerrübenanbau in vergangenen Jahrhunderten brachte dem Dorf einen gewissen Reichtum. Zeugen davon sind große Haus- und Hofräume, die aber nach dem Zweiten Weltkrieg in erheblichem Maße vernachlässigt worden sind.
Am 1. Juli 1950 wurde Ochtmersleben nach Eichenbarleben eingemeindet. Am 1. Mai 1984 erlangte der Ort wieder seine Selbständigkeit. Am 1. Januar 2010 schlossen sich die bis dahin selbständigen Gemeinden Ochtmersleben, Ackendorf, Bebertal, Eichenbarleben, Groß Santersleben, Hermsdorf, Hohenwarsleben, Irxleben, Niederndodeleben, Nordgermersleben, Schackensleben und Wellen zur neuen Gemeinde Hohe Börde zusammen.

## Politik
Für den Ortsteil Ochtmersleben wurde eine Ortschaftsverfassung eingeführt. Der Ortschaftsrat von Ochtmersleben besteht aus 5 Mitgliedern.

### Wappen
Das Wappen wurde am 12. September 1996 durch das Regierungspräsidium Magdeburg genehmigt.
Blasonierung: „In Silber ein roter Schräglinksbalken, beseitet von je einer blauen Zichorienblüte mit goldenem Butzen.“
Die Farben von Ochtmersleben sind Rot - Weiß.

## Kultur und Sehenswürdigkeiten

### Regelmäßige Veranstaltungen
Alljährlich findet ein Rasentraktorrennen, Osterfeuer und ein Weihnachtsmarkt statt.

## Wirtschaft und Infrastruktur

### Verkehr
Zur Bundesstraße 1, die Braunschweig mit Magdeburg verbindet, sind es in nördlicher Richtung ca. 1 km. Die Bundesautobahn 2 (Anschlussstelle Bornstedt) wird nach 5 km erreicht. An der Bahnstrecke Braunschweig–Magdeburg liegt der Haltepunkt Ochtmersleben.

## Söhne des Ortes
- Manfred Nahrstedt (1948–2023), Politiker der SPD, Landrat von Lüneburg